# Пасхальная открытка
Пасхальная открытка — поздравительная открытка, приуроченная к празднованию Пасхи.

## Описание

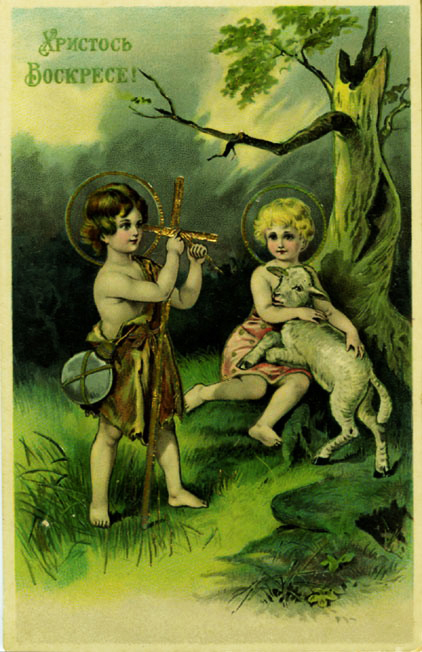
Пасхальная открытка времен Российской империи

Традиция отсылки пасхальных открыток появилась в конце XIX века. В 1898 году было отправлено всего несколько открыток, а впоследствии они стали популярными во всем мире.
В первые годы печатались как монохромные, так и цветные открытки. Чаще всего в центре было изображено одно большое яйцо. Поначалу на лицевой стороне ничего не было и на ней писали свои поздравления, так как почтовые отделения разрешали на обратной стороне только адрес и почтовые марки. Из-за этого иллюстрации на лицевой стороне были низкого художественного качества. В 1905 году почтовые отделения Австрии и Германии разделили обратную сторону на две половины. Правую половину оставили для адреса и марки, а на левой можно было писать поздравления. В 1906 году это нововведение официально разрешили на VI Всемирном почтовом конгрессе в Риме.
Около 1910 года открытки были в основном монохромными, иногда цветными, на них были изображены дети в окружении ягнят и цыплят, могли быть нарисованы пасхальные яйца. Молодые девушки символизировали удачу и надежду. Пасхальный кролик символизировал плодовитость и часто изображался вместе с пасхальными яйцами. Германия до Первой мировой войны была лидером по числу напечатанных пасхальных открыток.
Во время Первой мировой войны детей на открытках заменили солдаты, пасхальный кролик в военном обмундировании был обычным делом. После Первой мировой войны от фотографий, как основе для изображения, перешли к рисованным красочным пасхальным мотивам. Наиболее популярным мотивом был Иисус, изображенный в сельской местности и окруженный овцами. Также были распространены открытки с цветами. Во времена межвоенного процветания открытки печатали методом хромолитографии. Создавались весьма впечатляющие открытки с серебром, золотом и рельефным тиснением.
Во время Второй мировой войны пасхальные открытки стали терять популярность, и с тех пор количество отправленных открыток уменьшается, особенно в последнее время с появлением телефонов и электронной почты.

## Галерея

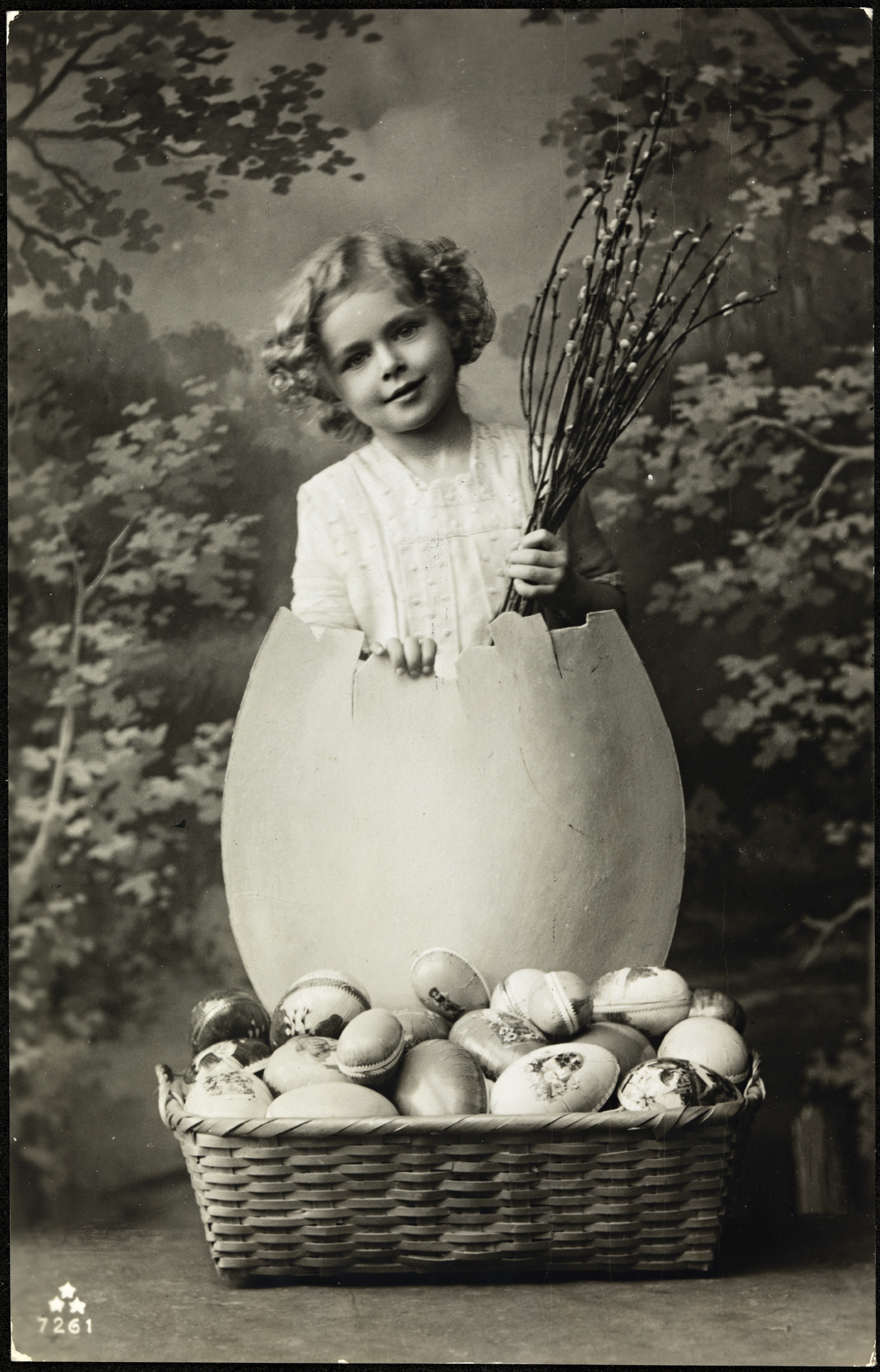
Норвежская открытка, ок. 1916
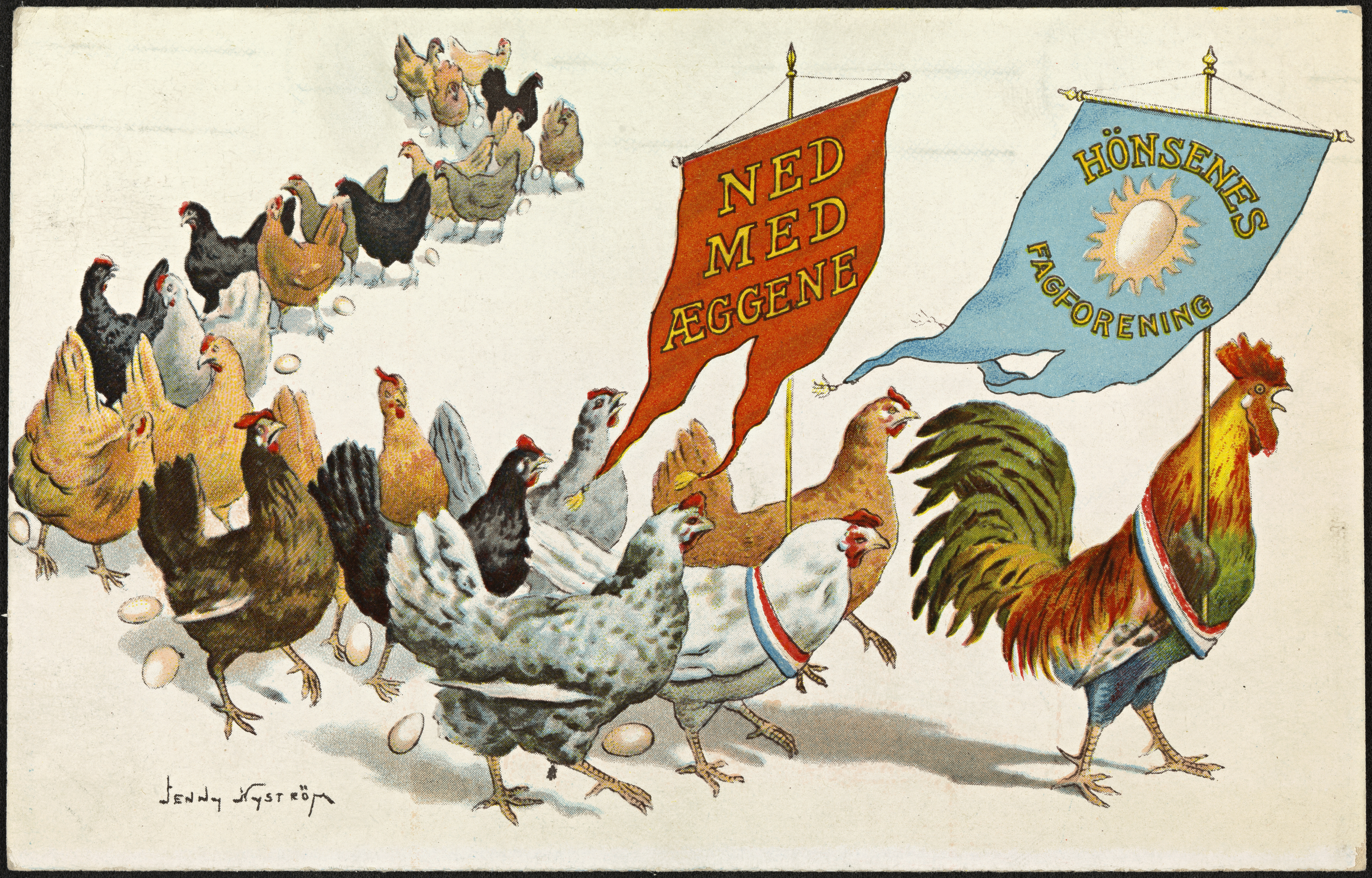
Норвежская открытка. Худ. Йенни Нюстрём, 1910.
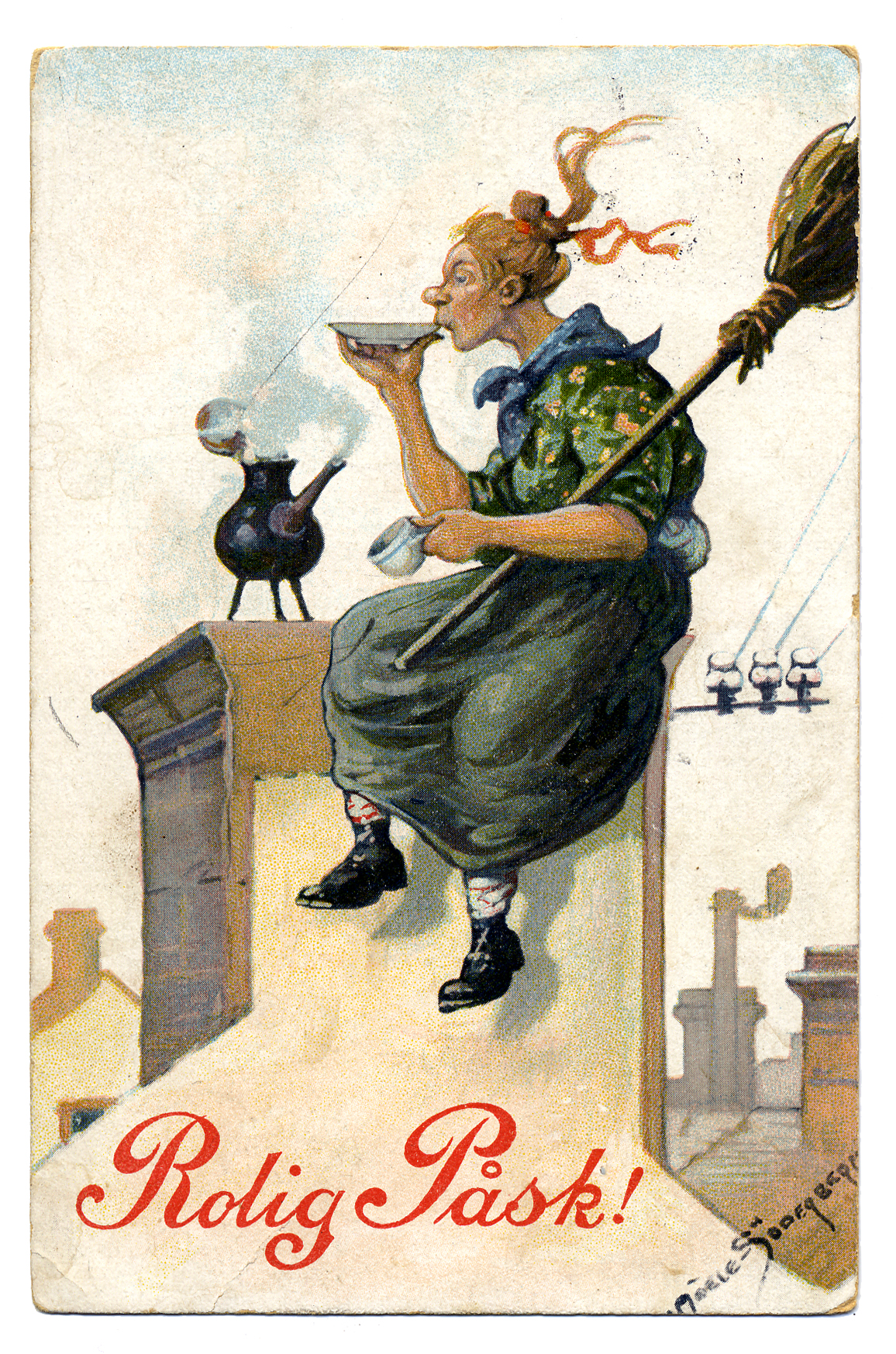
Шведская открытка с пасхальной ведьмой. Худ. Адель Сёдерберг[швед.].
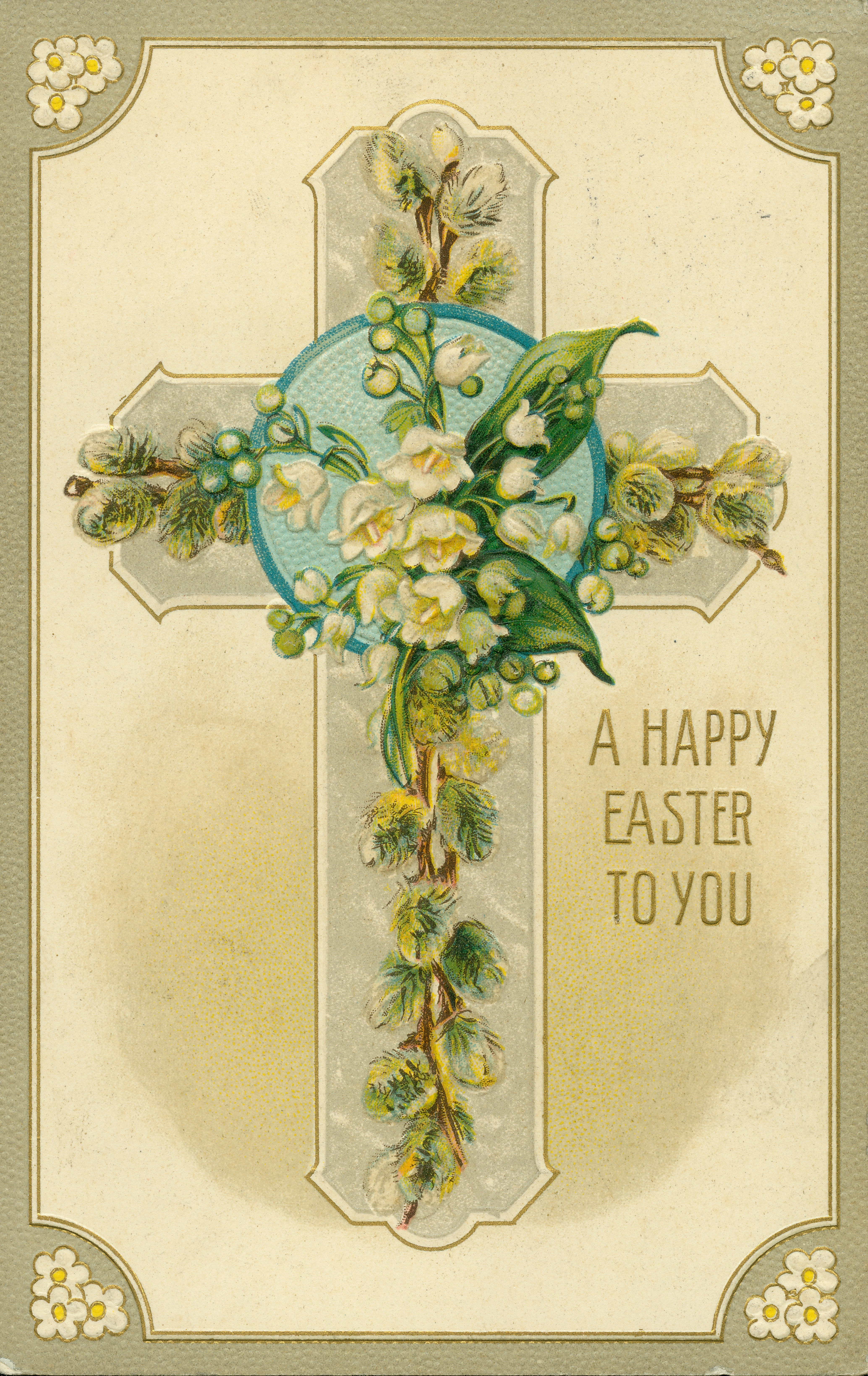
Американская открытка, ок. 1910.
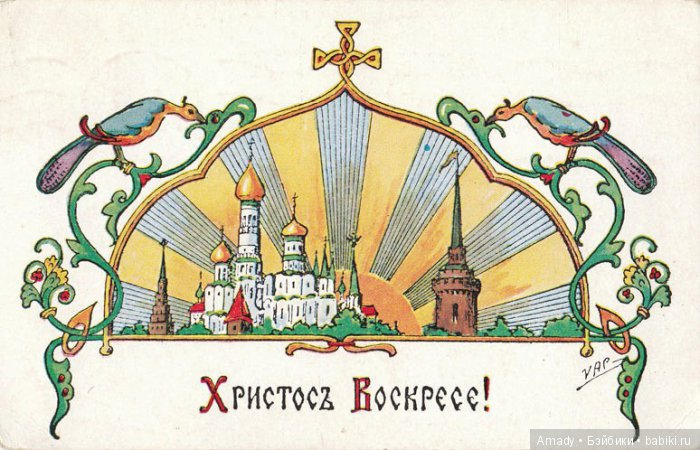
Российская открытка
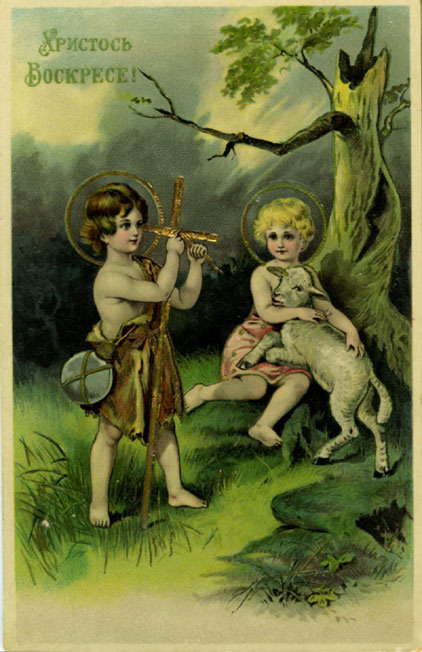
Российская открытка
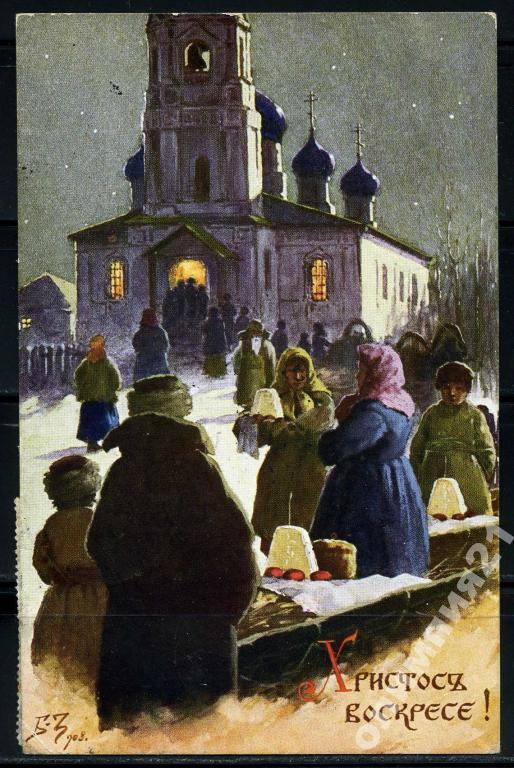
Российская открытка. Худ. Борис Зворыкин
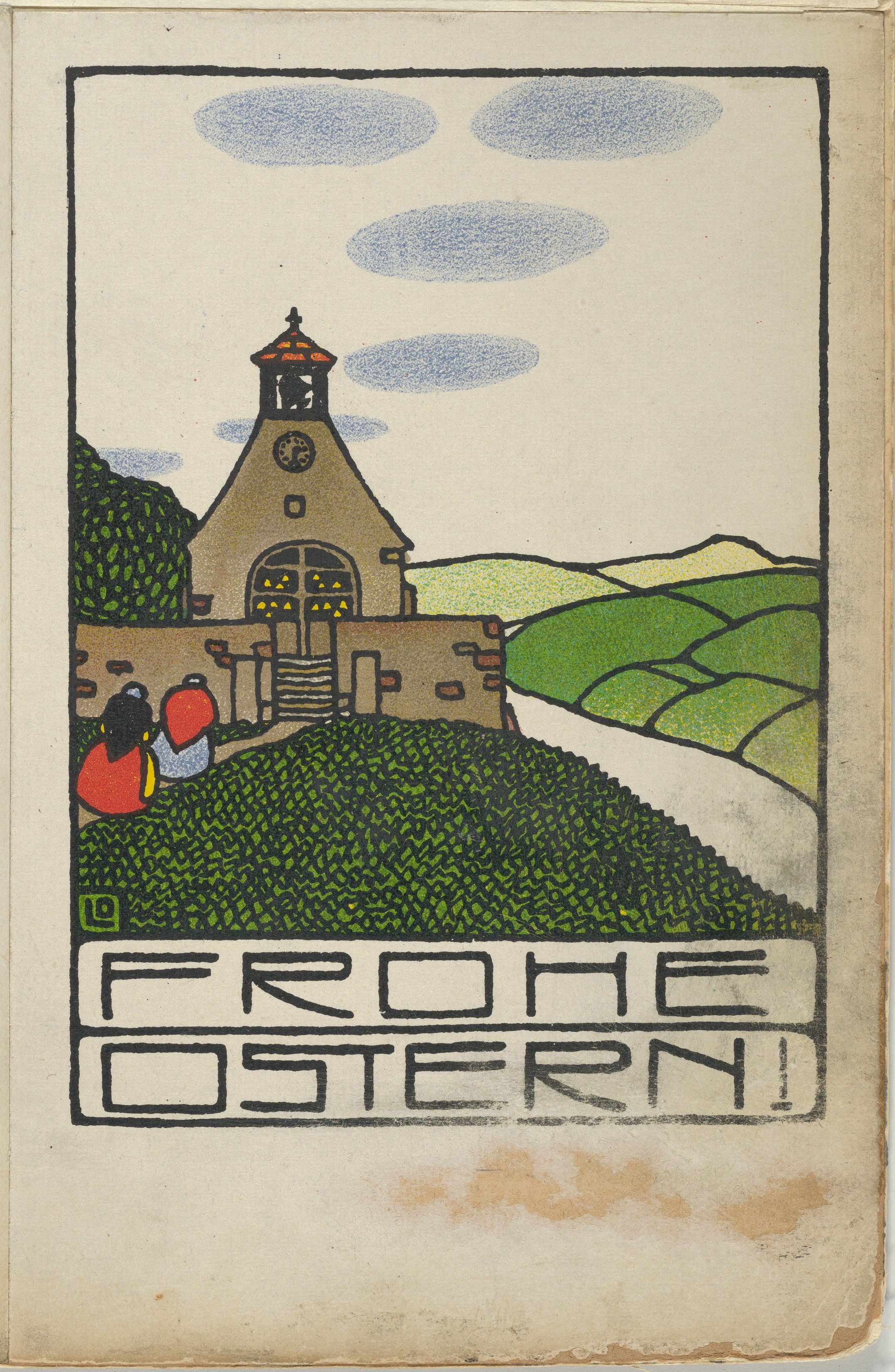
Австрийская открытка. Худ. Отто Лендеке[нем.], 1908
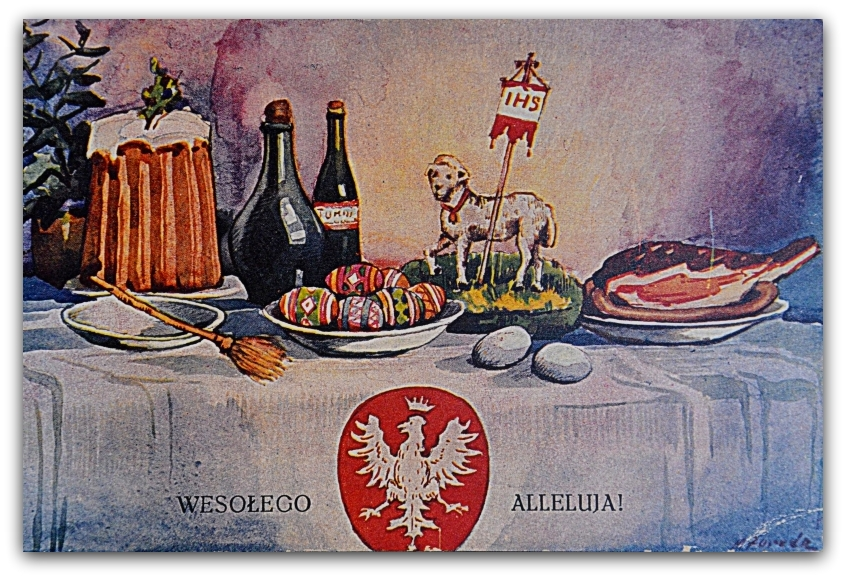
Польская открытка
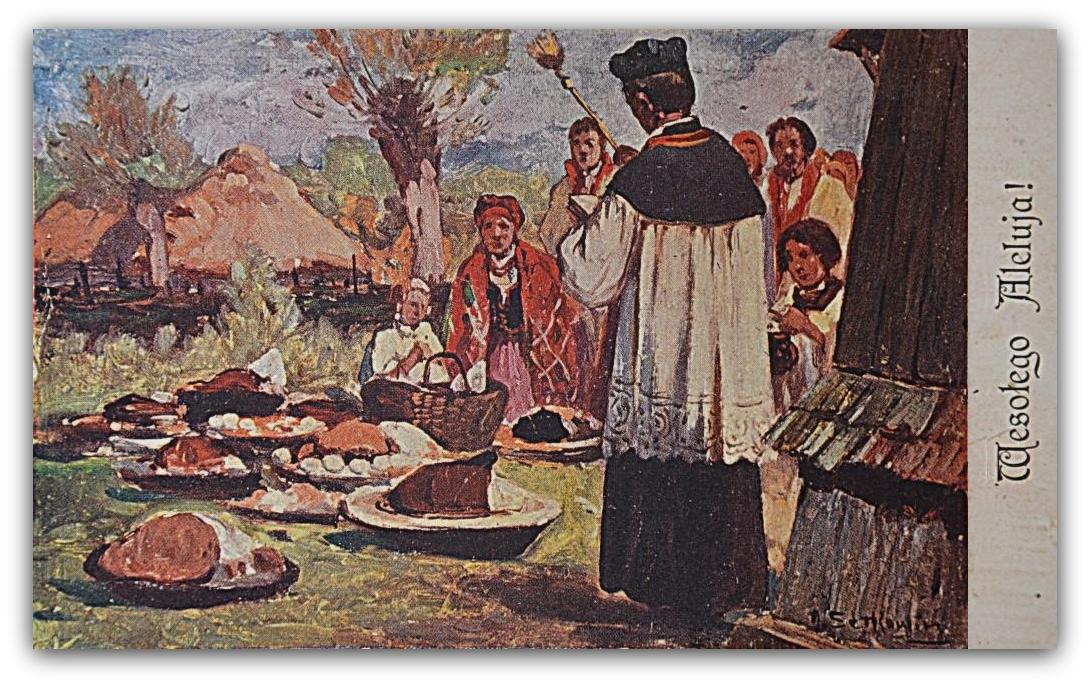
Польская открытка. Худ. Винценты Водзиновский
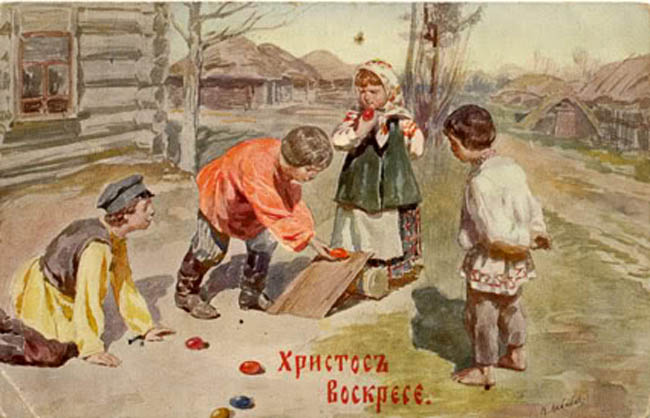
Российская открытка
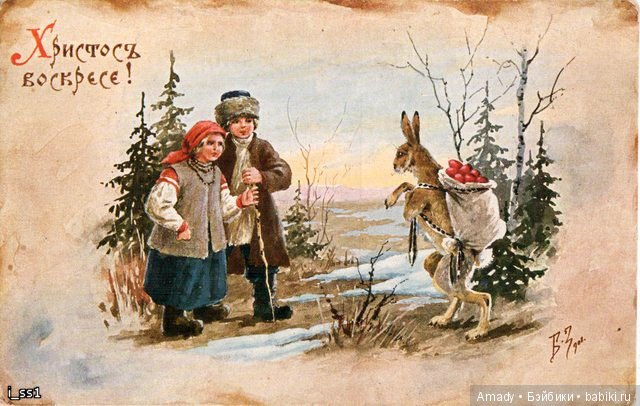
Российская открытка
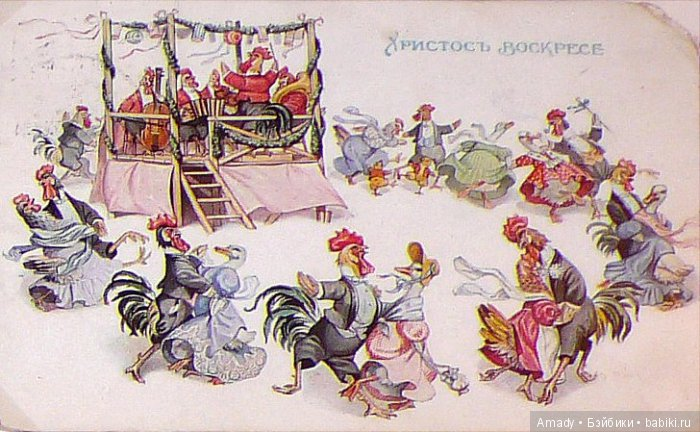
Российская открытка
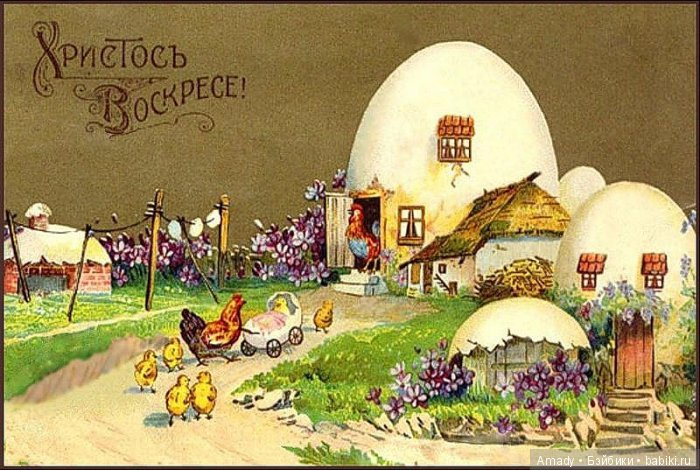
Российская открытка
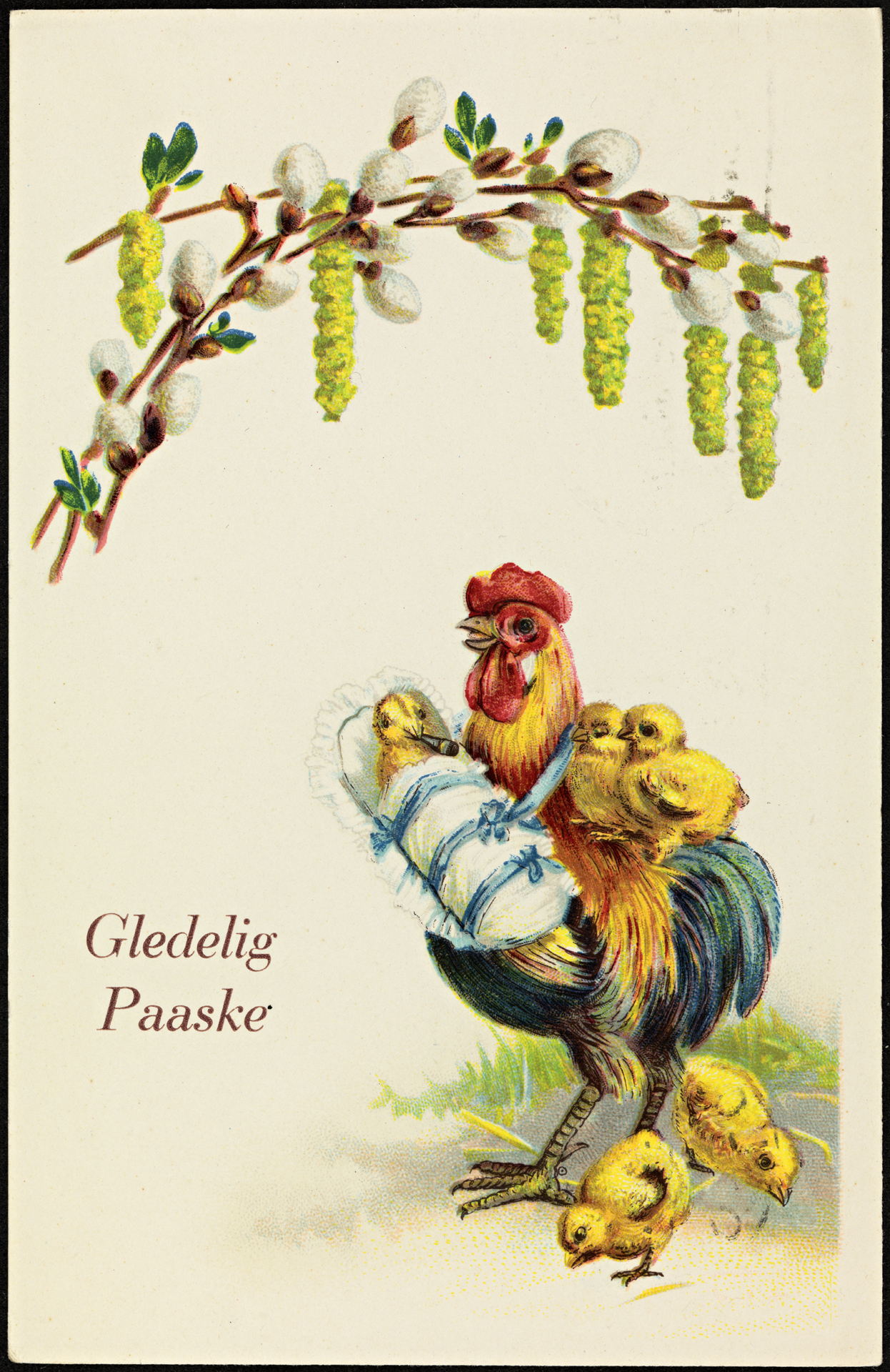
Норвежская открытка, ок. 1928
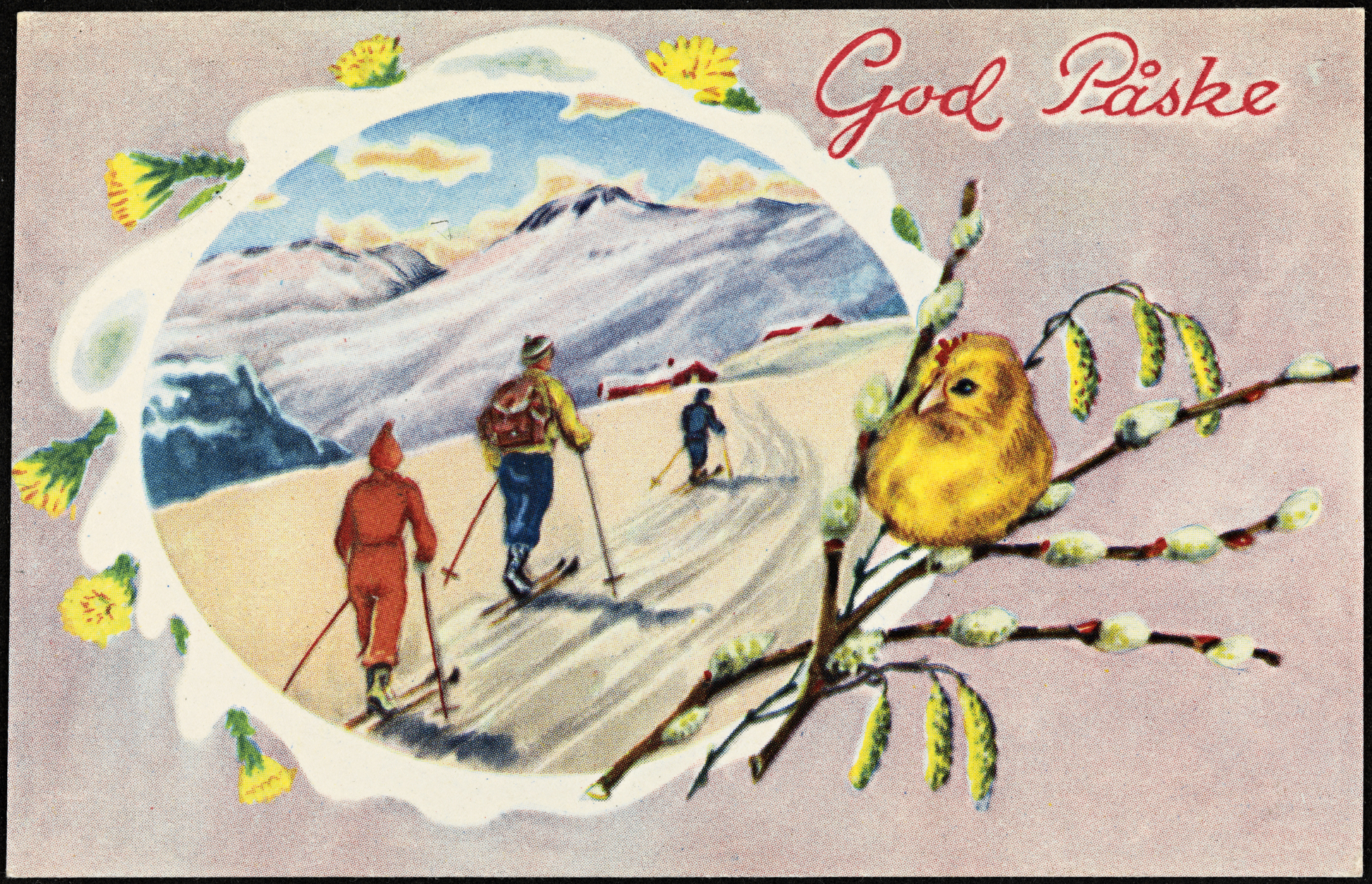
Норвежская открытка, ок. 1953
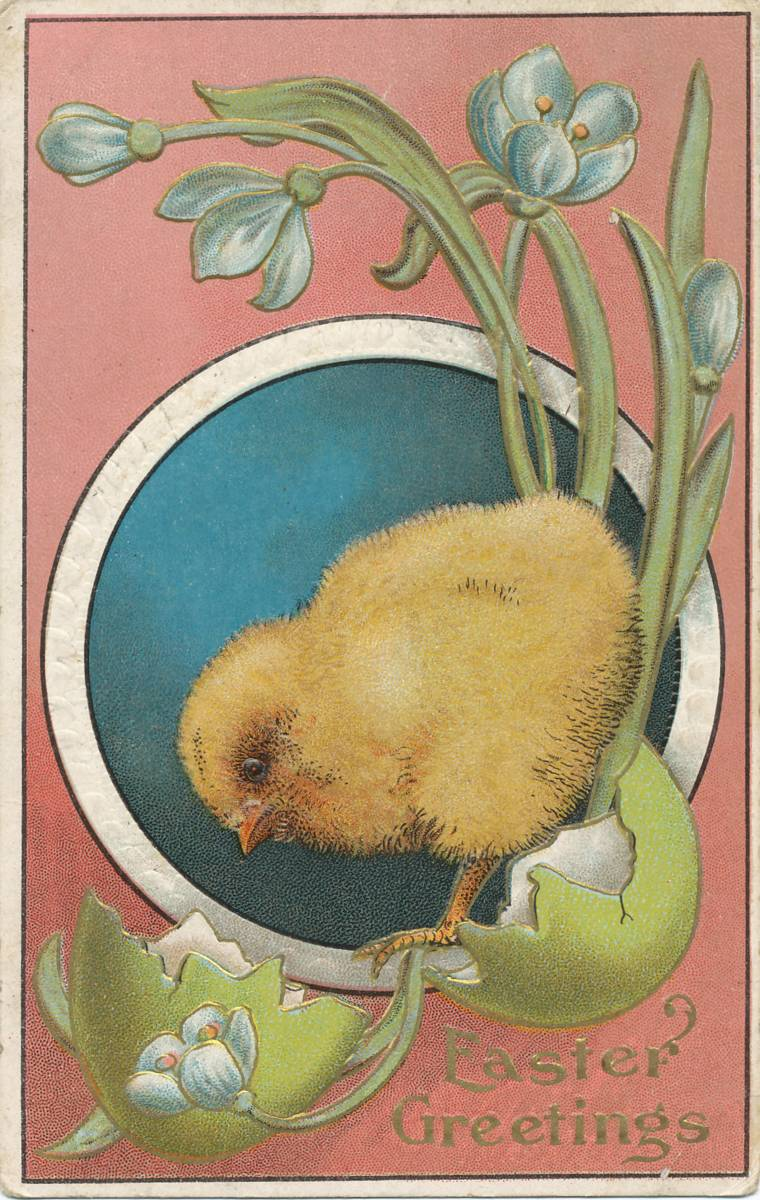
Около 1910
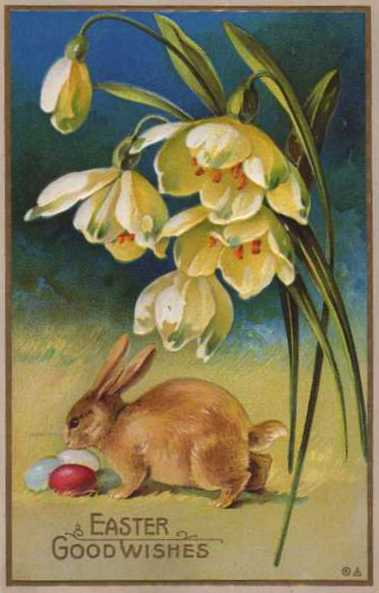
Около. 1910
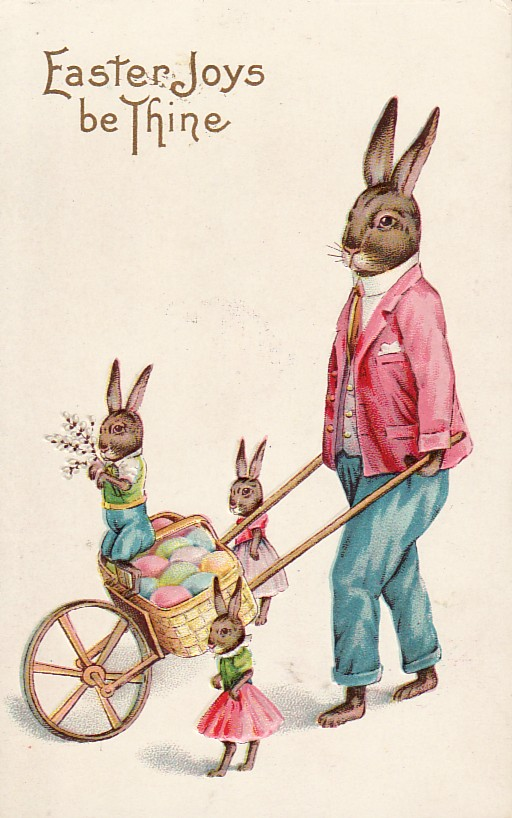
Открытка компании Stecher Lithographic, около 1915
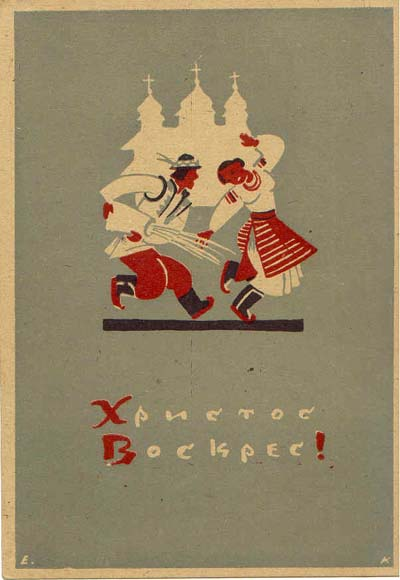
Украинская открытка
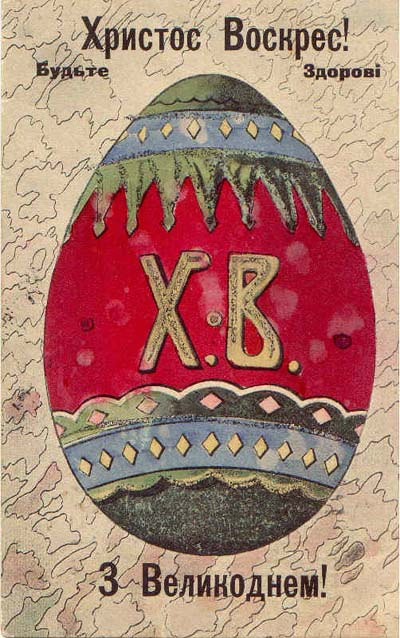
Украинская открытка
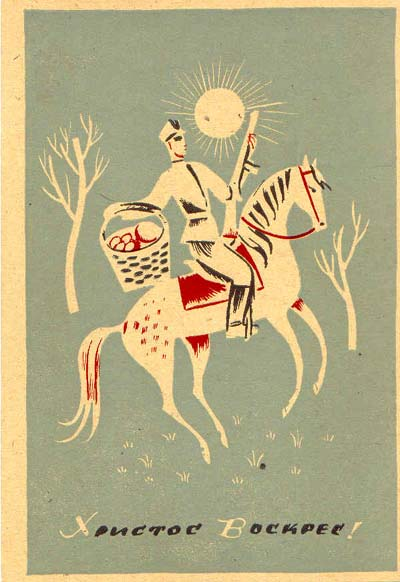
Украинская открытка
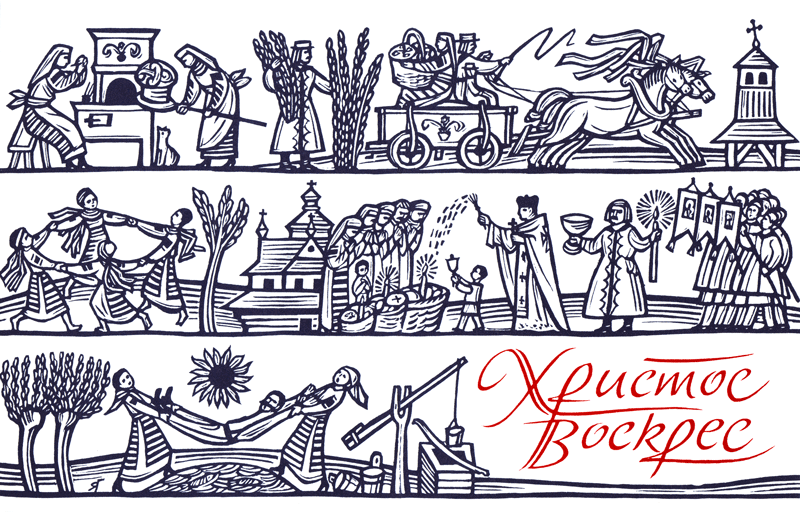
Украинская открытка. Худ. Яков Гнездовский